# Дикусаров, Виктор Васильевич
Виктор Васильевич Дикусаров (7 февраля 1932, Петропавловск, КазАССР — 2 сентября 1992, Украинск, Донецкая область)  — советский композитор, баянист, педагог.

## Биография
Родился 7 февраля 1932 года в Петропавловске Северо-Казахстанской области. Окончил музыкальную школу в г.Майкопе (1947 г.), Краснодарское музыкальное училище (1952 г., класс баяна М.С. Козленко, класс композиции Л.А. Батхана), Одесскую государственную консерваторию им. А.В. Неждановой (1957 г., класс баяна В.П. Базилевич), аспирантуру при Киевской государственной консерватории им. П.И. Чайковского (1965 г., творческий руководитель М.М. Гелис). В 1953-1955 г.г. – артист эстрадного квартета Одесской областной филармонии, в 1955-1958 г.г. – преподаватель Одесского музыкального училища, в 1958 – 1965 г.г. – преподаватель и заведующий отделом народных инструментов Одесского культпросветучилища; по совместительству – преподаватель Одесского государственного педагогического института им. К.Д. Ушинского (1958–1959, 1963–1965 г.г.) и Одесской государственной консерватории им. А.В.Неждановой (1963–1964 г. г.). С 1965 г. по 1976 г. работал в Донецком музыкально-педагогическом институте старшим преподавателем, заведующим оркестровой кафедрой, деканом теоретико-оркестрового факультета,  с 1971 по 1972 г.г. – проректором по научной и учебной работе, доцентом. C 1976 по 1977 г.г. – старший методист Методического кабинета Управления культуры Магаданского облисполкома и преподаватель Магаданского музыкального училища. С 1977 по 1979 г.г. –  преподаватель детской музыкальной школы  г. Сусумана и пос. Беринговский Магаданской области, в 1981-1982 г.г. – директор детской музыкальной школы пос. Ноглики Сахалинской области, в 1983-1984 г.г. – директор детской музыкальной школы пос. Ола Магаданской области, в 1984-1988 г. г. – преподаватель Магаданского музыкального училища,  в  1988-1992 г.г. – преподаватель детской музыкальной школы пос. Озерный Магаданской области.
В июне 1992 года возвратился на Украину в г. Украинск Донецкой обл., где умер 2 сентября 1992 года.

## Творчество
Своим творчеством В. Дикусаров внёс значительный вклад в развитие профессионального баянного искусства в нашей стране. Он является одним из основоположников отечественной композиторской баянной школы, одним из тех, кто закладывал её классические основы, формировал национально-художественные принципы. В 50-х годах ХХ ст. одним из первых обратился к жанру баянного концерта. Баянные произведения Дикусарова 50-х–60-х годов, написанные в академической композиторской манере и отличающиеся глубиной художественного содержания,  значительно обогатили отечественный баянный репертуар, тем самым способствуя активному продвижению баянного творчества в направлении высокого профессионализма. Последующие сочинения автора 70-х–90-х годов продолжили играть свою важную роль в пестром стилевом процессе дальнейшего развития отечественного баянного искусства. Имя В. Дикусарова по  праву  стоит в одном ряду с  именами  таких корифеев  баянной  классики, как Н. Чайкин, Н. Ризоль, К. Мясков, В. Подгорный,  Г. Шендерев и др.
Стиль музыки Дикусарова свидетельствует о приверженности композитора к лучшим классическим традициям мирового музыкального искусства. По характеру дарования Дикусаров – художник-лирик. Его музыка наполнена богатым содержанием, глубоко гуманна в своей идейной сути, направлена на утверждение идеалов добра, любви, красоты, гармонии, духовности. Ей присущи искренность и безыскусность в выражении чувств, эмоциональная щедрость и открытость, лирическая наполненность, задушевность и внутреннее благородство, мелодико-гармоническое богатство и ясность формы. Творческий почерк композитора оригинальный и неповторимый, стиль его всегда узнается.Произведения В. Дикусарова неизменно пользуются большой популярностью у баянистов страны и за рубежом. Уже полвека они постоянно звучат как в рамках учебного репертуара  музыкальных училищ и консерваторий,   так и с широкой концертной эстрады. Представляя собой романтическую ветвь баянной классики, они стали необходимой частью в системе обучения и воспитания музыканта-баяниста

## Сочинения
- 1. Полька (1951, рукопись).
  2. Мазурка (1951, рукопись).
  3. Три вальса (соль минор, до минор, ми минор; 1951, рукопись).
  4. Концерт № 1 для баяна с оркестром (до-диез минор, в 3-х частях; 1956, рукопись).
  5. Прелюдия (си-бемоль минор; 1959, Изд. сб. «Концертные пьесы для баяна». – М.–Л., 1966; сб. «Антология литературы для баяна». – М., 1987).
  6. Скерцо (Изд. К., 1965; сб. «Концертные пьесы для баяна». – М.–Л., 1966; сб. «Антология литературы для баяна». – М., 1987).
  7. «Размышление» (Изд. К., 1966).
  8. Кадриль (Изд. сб. «Русские народные песни и танцы». – Л., 1967).
  9. Мазурка (Изд. сб. «Пьесы и этюды для баяна». – Л., 1963).
  10. «Колыбельная» (Изд. сб. «Школа игры на баяне». – М.–Л., 1965).
  11. Концерт № 2 для баяна с оркестром (фа-диез минор, одночастный; 1971, рукопись).
  12. «Танец кукол» (Изд. сб. «Выборный баян, 2 кл.». – К., 1981).
  13. Полиритмические этюды (1980-е годы, рукопись).
  14. Авторский сборник В. Дикусарова «Произведения для баяна» (Изд. К.: Музична Україна, 1991):
    - «Детский альбом» (цикл из 10 пьес):
      - «Марш юннатов»;
      - «Мама»;
      - «Танец кукол»;
      - «Балетная сценка»;
      - «Негритянская колыбельная»;
      - «Догонялки»;
      - «Романс»;
      - «Караван в пути»;
      - «Восточный танец»;
      - «Рондо-скерцино»;

    - Прелюдия (до-диез минор);
    - Прелюдия (До мажор);
    - «Воспоминание»;
    - «Розы»;
    - «Лирический вальс»;
    - «Юмореска»;
    - «Тема с вариациями» (цикл).

  15. Соната «Гори, гори, моя звезда» (до-диез минор, в 4-х частях, 1990; Изд. «Соната-симфонія « Гори, гори, моя звезда». – Вінниця: Нова книга, 2017).
  16. «На Севере Дальнем» (программный цикл из 28 пьес; 1992, рукопись; Изд. частично):
    - І раздел
      - «Реквием безвинным жертвам ГУЛАГа»;
      - «Кайло»;
      - «Проклятия палачам»;
      - «Стукачи-предатели»;
      - «Чудесная планета»;
      - «Магадан»;

    - ІІ раздел
      - «Пурга» (Изд. Авторский сборник В. Дикусарова «Пори року», – Вінниця: Нова книга, 2007);
      - «Весна» (Изд. – там же);
      - «Лето» (Изд. – там же);
      - «Осень» (Изд. – там же);
      - «Залив Святого Креста»;
      - «Северное сияние»;
      - «Белые ночи»;
      - «В гостях у чукчей»:
        - «Трудовая песня»;
        - «Охота на моржа»;
        - «Вечером в яранге»;
        - «Новочаплинский танец»;
        - «Хоровод в тундре»;
        - «Песня оленевода»;
        - «Частушки о трусливом ухажоре»;
        - «Русский танец»;

    - ІІІ раздел
      - «Ностальгия» (Изд. сб. «Баян на концертній естраді», вип. 1. – Тернопіль: Нова книга – Богдан, 2007);
      - «Грусть»;
      - «Воспоминание о Сахалине»;
      - «Затмение»;
      - «Благодарю судьбу»;
      - «Прощание»;
      - «Еще мне жить»